# David Herman
David Herman, född 20 februari 1967, är en amerikansk skådespelare, mest känd som en av ursprungsdeltagarna i MADtv och för karaktären Michael Bolton i Office Space. Han har gjort många röstroller i serier som Futurama och King of the Hill.

## Filmografi (urval)
- Född den fjärde juli (1989)
- MADtv (TV-serie) (1995-1997)
- Office Space (1999)
- Idiotrepubliken (2006)